# Ust-Txórnaia
Ust-Txórnaia (en rus: Усть-Чёрная) és un poble (possiólok) del krai de Perm, a Rússia, que forma part del raion de Gaini. El 2010 tenia 1.078 habitants.